# 第30回ボストン映画批評家協会賞
30th BSFC Awards

2009年12月13日

作品賞: 

ハート・ロッカー
第30回ボストン映画批評家協会賞（だい30かいボストンえいがひひょうかきょうかいしょう）は、2009年の映画に贈られる賞で、2009年12月13日に発表された。

## 受賞一覧
- 主演男優賞:
  - ジェレミー・レナー – 『ハート・ロッカー』

- 主演女優賞:
  - メリル・ストリープ – 『ジュリー&ジュリア』

- アニメ映画賞:
  - 『カールじいさんの空飛ぶ家』

- キャスト賞 (タイ): 
  - 『プレシャス』
  - 『スター・トレック』

- 撮影賞: 
  - バリー・アクロイド – 『ハート・ロッカー』

- 監督賞: 
  - キャスリン・ビグロー – 『ハート・ロッカー』

- ドキュメンタリー映画賞: 
  - 『ザ・コーヴ』

- 編集賞:
  - ボブ・ムラウスキー、クリス・イニス – 『ハート・ロッカー』

- 作品賞:
  - 『ハート・ロッカー』

- 外国語映画賞: 
  - 『夏時間の庭』・ フランス

- 新人映画人賞:
  - ニール・ブロムカンプ – 『第9地区』

- 脚本賞: 
  - コーエン兄弟 – 『シリアスマン』

- 助演男優賞: 
  - クリストフ・ヴァルツ – 『イングロリアス・バスターズ』

- 助演女優賞: 
  - モニーク – 『プレシャス』

- 音楽賞:
  - 『クレイジー・ハート』